# 1909 w polityce

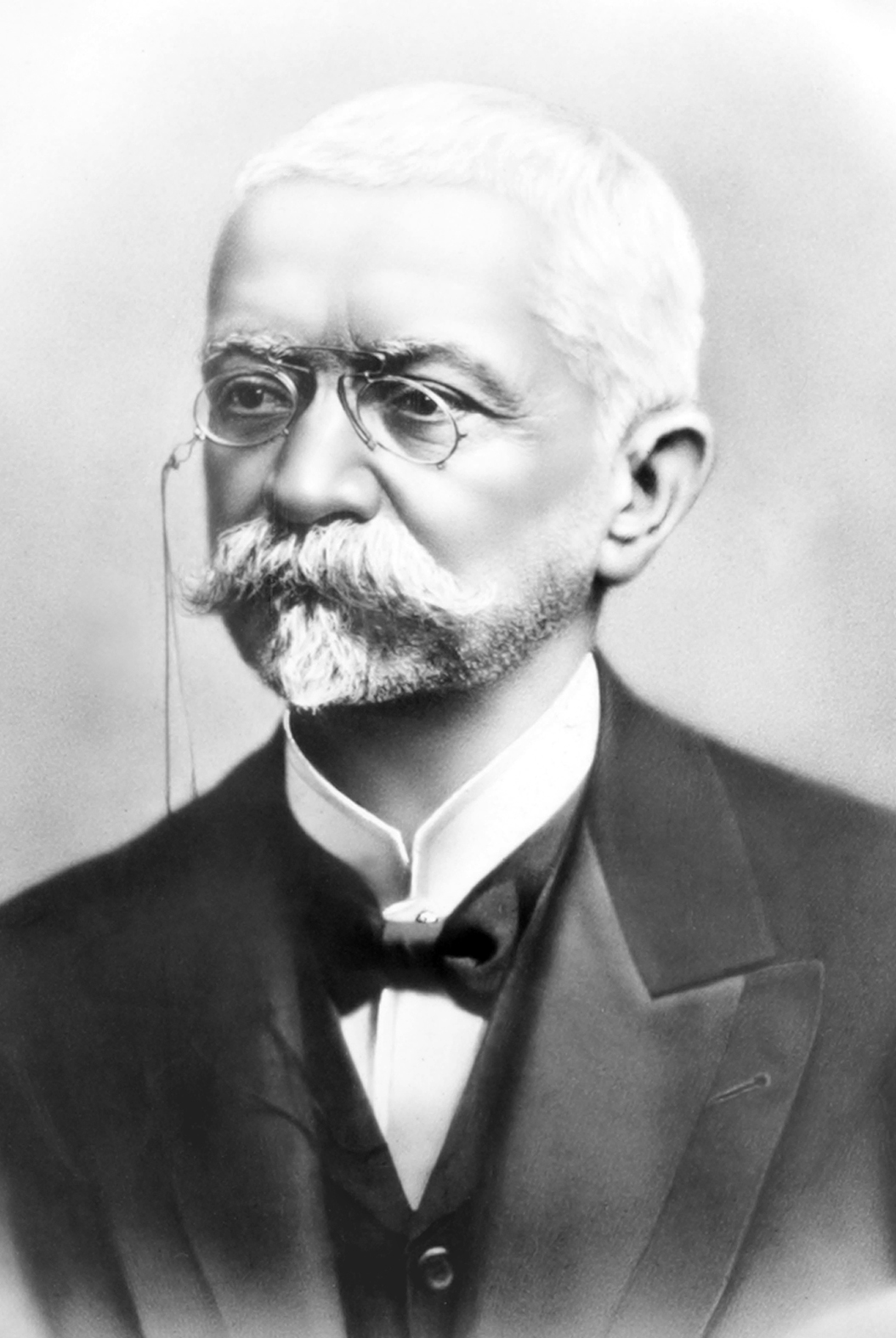
Afonso Pena

Wydarzenia polityczne w 1909 roku.

## Marzec
- 10 marca – urodził się Thomas LeRoy Collins, amerykański polityk[1].

## Kwiecień
- 27 kwietnia – parlament turecki usunął sułtana Abdülhamida II. Nowym sułtanem został Mehmed V, zaś rzeczywistą władzę przejął Komitet Jedności i Postępu[2].

## Czerwiec
- 14 czerwca – zmarł Afonso Pena, prezydent Brazylii[3].
- 19 czerwca – zmarł Fiodor Martens, rosyjski prawnik i dyplomata, twórca Klauzuli Martensa[4].

## Lipiec
- 14 lipca – Bernhard von Bülow ustąpił ze stanowiska kanclerza Niemiec. Podał się do dymisji po odrzuceniu przez Reichstag nowych założeń polityki podatkowej. Nowym kanclerzem zajął Theobald von Bethmann-Hollweg[2].
- 16 lipca – nowym monarchą Persji został Ahmad Szah Kadżar[2].
- 20 lipca – francuska Izba Deputowanych udzieliła dymisji rządowi Georges’a Clemenceau. Nowym premierem został Aristide Briand[2].

## Październik
- 23 października – Trybunał Rozjemczy w Hadze dokonał ostatecznego wytyczenia granicy morskiej pomiędzy wodami terytoriami Norwegii i Szwecji[2].

## Grudzień
- 10 grudnia – Pokojową Nagrodę Nobla otrzymał Paul d’Estournelles de Constant i Auguste Beernaert[2].
- 19 grudnia – zmarł Leopold II Koburg, król Belgii[5].
- 23 grudnia – nowym królem został Albert I Koburg, syn hrabiego Flandrii Filipa, brata zmarłego monarchy[2].
- 26–31 grudnia – w Hamburgu odbył się IX Kongres Światowej Organizacji Syjonistycznej. Podczas kongresu potępiono wydany przez władze tureckie zakaz osiedlania się Żydów w Palestynie[2].